# 朱塞佩·斯利
朱塞佩·斯利（Giuseppe Siri）是一位義大利天主教樞機主教，曾於1946年至1987年擔任熱那亞大主教，並於1953年晉升為樞機主教。朱塞佩·斯利身為教宗庇護十二世的門生，他參加了梵蒂岡第二次大公會議，並一度被認為將成為教宗。

## 生平
朱塞佩·斯利曾在1958年和1963年的教宗選舉會議上投票，也是1978年8月和10月教宗選舉秘密會議上的樞機選舉人之一。在四次教宗選舉中，他都是教宗的有力候選人，他的支持者主要來自教廷派和其他保守派樞機主教。
媒體報道稱，朱塞佩·斯利實際上在1978年8月教宗選舉秘密會議的第一次計票中名列前茅，後來輸給了樞機主教阿爾比諾·盧恰尼，後者成為了教宗若望·保祿一世。 
若望·保祿一世去世後，朱塞佩·斯利成為保守派候選人，反對佛羅倫薩大主教兼自由派候選人喬瓦尼·貝內利樞機主教。梵蒂岡專家認為，最終的獲勝者嘉祿·若瑟·沃伊蒂瓦，即後來的教宗若望·保祿二世，是兩人之間折衷而選定的。不久之後，朱塞佩·斯利暗示他不贊成嘉祿·若瑟·沃伊蒂瓦當選教宗。